# Leszek Kędracki
Leszek Kędracki (ur. 4 maja 1946 w Krakowie, zm. 28 grudnia 2015 w Warszawie) – polski klawesynista, profesor sztuk muzycznych – Uniwersytet Muzyczny im. F.Chopina w Warszawie (1973-2015) i Akademia Muzyczna im. G. i K. Bacewiczów w Łodzi (1981-2013).

## Życiorys
Ukończył studia klawesynowe w Państwowej Wyższej Szkole Muzycznej w Krakowie u Janiny Wysockiej-Ochlewskiej (1964-1969) oraz w Conservatorio di Musica Santa Cecilia w Rzymie (1970-1973) u Ferruccio Vignanelli, a także mistrzowskie kursy interpretacyjne w Accademia Musicale Chigiana w Sienie, Włochy (Ruggero Gerlin -1966-1972), w Accademia Musicale Santa Cecilia w Rzymie (Ferruccio Vignanelli-1973) oraz w Hochschule für Musik w Lucernie (Ralph Kirkpatrick- 1972) Zainicjował Międzynarodowy Konkurs Klawesynowy im. Wandy Landowskiej, który odbył się w Akademii Muzycznej im. Fryderyka Chopina w 1993 i 1998 roku. Leszek Kędracki, posiadając tytuł profesora sztuk muzycznych, od 1973 do 2015 roku prowadził klasę klawesynu w warszawskiej uczelni muzycznej.
W latach 1981–2013 był także pedagogiem Akademii Muzycznej im. Grażyny i Kiejstuta Bacewiczów w Łodzi. Prowadził gościnne wykłady połączone z kursami interpretacyjnymi w szkołach muzycznych w Polsce oraz w École Normal de Musique w Paryżu, University of Kansas w USA oraz New Dehli Music School w Indiach, Akademii Muzycznej w Krakowie oraz w Szkołach muzycznych I i II st.w Polsce. Organizował i prowadził kursy oraz seminaria muzyki dawnej w Kamieniu Pomorskim (1992-1994), Słupsku (1995-1997), Białymstoku (1998-2006) i Krakowie (2003). Na uczelni warszawskiej pełnił funkcję kierownika Katedry Organów i Klawesynu (1990-1993), a następnie przez dwie kadencje był prodziekanem Wydziału Fortepianu, Klawesynu i Organów (1993-1999, 2005-2008).

## Działalność artystyczna
Działalność koncertową w kraju rozpoczął w 1965 roku, a rok później za granicą. Występował z recitalami na wielu festiwalach muzycznych, w filharmoniach, salach koncertowych, obiektach zabytkowych i sakralnych. Grał w większości państw europejskich, w Stanach Zjednoczonych oraz w Indiach. Jako solista i kameralista występował z wieloma zespołami o międzynarodowej renomie, m.in. z orkiestrami kameralnymi w Rzymie, Mediolanie, Sienie, z Orkiestrą Symfoniczną Filharmonii Narodowej, Zespołem Kameralistów Filharmonii Narodowej, Polską Orkiestrą Kameralną, Bałtycką Orkiestrą Kameralną, Kapelą Zamku Warszawskiego, zespołem Con Moto ma Cantabile, a także z zespołami Warszawskiej Opery Kameralnej, w której przez wiele lat pełnił funkcję klawesynisty.
Artysta dokonał wielu nagrań dla Polskiego Radia i Telewizji, a także dla radiofonii we Włoszech, Szwajcarii, Holandii, Hiszpanii i Niemczech (Polskie Radio i Telewizja, Radio Vara, Hilversum, Holandia, Radio Svizzera Italiana, Lugano, Sender Freies Berlin, Radio Televisión Espanola, Madryt, RAI Radiotelevisione Italiana), Mediolan. W 2003 roku zainicjował cykl koncertów muzyki dawnej „Dla miłośników i dla znawców”, odbywający się w warszawskiej uczelni pod jego kierownictwem artystycznym. Odrębną działalność artysty podczas studiów w Rzymie stanowiła współpraca ze szkołą Baletto classico e moderno w roli pianisty i kompozytora. Był członkiem jury konkursów klawesynowych w Lawrence - USA (1992), Krakowie (1985), Poznaniu, Rzymie (1983, 1984 - przewodniczący Jury) i oraz w Warszawie, gdzie pełnił funkcję przewodniczącego (1993, 1998). Brał udział w pracach Jury Konkursu organowego w Gdańsku, (1985).
Spośród jego absolwentów wielu prowadzi szeroko zakrojoną działalność koncertową oraz pedagogiczną, kształcąc młodzież i studentów w Szkołach i Akademiach Muzycznych na terenie całego kraju. Są to m.in. Władysław Kłosiewicz, Dorota Cybulska-Amsler, Ewa Piasecka, Marek Toporowski, Piotr Wilczyński, Alina Ratkowska, Ewa Rzetecka-Niewiadomska, Katarzyna Sroka, Hanna Balcerzak, Krzysztof Garstka, Krzysztof Urbaniak.

### Działalność koncertowa z orkiestrami
- Rzymska Orkiestra Kameralna
- Mediolańska Orkiestra Kameralna
- Sienejska Orkiestra Kameralna
- Academy of St. Martin in the Fields
- Orkiestra Symfoniczna Filharmonii Narodowej
- Orkiestra Kameralna Filharmonii Narodowej
- Polska Orkiestra Kameralna
- Bałtycka Orkiestra Kameralna
- Zespoły Warszawskiej Opery Kameralnej
- Kapela Zamku Warszawskiego
- Camerata „Vistula”
- Olsztyński Zespół Kameralny „Pro Musica Aniqua”
- Zespół Kameralny „Con Moto ma Cantabile”

## Odznaczenia
22 lutego 2011 roku prof. Leszek Kędracki został odznaczony złotym medalem za długoletnią
służbę. Odznaczenie wręczył Prezydent Rzeczypospolitej Polski – Bronisław Komorowski.